# ماكس آيتكن، بارون بيفربروك الأول
كان ويليام ماكسويل آيتكن، بارون بيفربروك الأول، المعروف عمومًا باسم اللورد بيفربروك، عضو المجلس الخاص لمجلس المملكة المتحدة، والحائز على وسام نيو برونزويك، (25 مايو 1879-9 يونيو 1964)، ناشرًا صحفيًا كنديًا بريطانيًا، وسياسيًا وراء الكواليس ذو شخصية مؤثرة في وسائل الإعلام والسياسة البريطانية خلال النصف الأولى من القرن العشرين. تمثلت قاعدة سلطته بأكبر صحيفة منتشرة في العالم، وهي صحيفة ديلي إكسبرس، والتي ناشدت الطبقة العاملة المحافظة بأخبار وافتتاحيات وطنية بشكل مكثف. لعب آيتكن دورًا رئيسيًا خلال الحرب العالمية الثانية في تعبئة الموارد الصناعية بصفته وزيرًا لإنتاج الطائرات في عهد ونستون تشرشل.
كان الشاب ماكس آيتكن موهوبًا في جني الأموال، وأصبح مليونيرًا في سن الثلاثين. تجاوزت طموحاته التجارية الفرص المتاحة في كندا بعد فترة قصيرة، وانتقل إلى بريطانيا. تعرف هناك على أندرو بونار لو، وأصبح صديقه، وفاز بدعمه بمقعد في مجلس العموم في الانتخابات العامة في المملكة المتحدة في ديسمبر 1910. حصل بعد ذلك بفترة وجيزة على لقب فارس. أدار مكتب السجلات الكندية في لندن خلال الحرب العالمية الأولى، ولعب دورًا في إقالة إتش. إتش. أسكويث من منصب رئاسة الوزراء في عام 1916. منحت الحكومة الائتلافية الناتجة (مع ديفيد لويد جورج كرئيس للوزراء، وبونار لو وزيرًا للخزانة) آيتكن لقبًا نبيلًا، ومنصبًا وزاريًا كوزير للإعلام لفترة وجيزة.
ركز اللورد بيفربروك بعد الحرب على مصالحه التجارية. أسس صحيفة ديلي إكسبرس لتصبح أكثر الصحف انتشارًا ونجاحًا في العالم، إذ بلغت مبيعاتها 2.25 مليون نسخة يوميًا في جميع أنحاء بريطانيا. استخدمها لمتابعة الحملات الشخصية، وعلى الأخص من أجل إصلاح الرسوم الجمركية (الحمائية)، ولكي تصبح الإمبراطورية البريطانية كتلة تجارة حرة. دعم بيفربروك حكومتي ستانلي بالدوين ونيفيل تشامبرلين طوال ثلاثينات القرن الماضي، وأقنعه صديق سياسي قديم آخر، ونستون تشرشل، للعمل كوزير لإنتاج الطائرات اعتبارًا من مايو 1940. أشاد تشرشل لاحقًا «بطاقته الحيوية والنابضة بالحياة». استقال بسبب تدهور صحته في عام 1941، وعُيِّن اللورد بريفي سيل مكانه في وقت لاحق من الحرب.
قضى بيفربروك حياته اللاحقة في إدارة صحفه، والتي تضمنت حينها إيفينينغ ستاندرد وصنداي إكسبرس. شغل منصب مستشار جامعة نيو برونزويك، وطور سمعته كمؤرخ من خلال كتبه عن التاريخ السياسي والعسكري.

## الحرب العالمية الأولى
كان آيتكن قادرًا على إظهار مهاراته التنظيمية العظيمة بسبب اندلاع الحرب العالمية الأولى. كان مبتكرًا في توظيف الفنانين، والمصورين، وصانعي الأفلام لتسجيل الحياة على الجبهة الغربية. أسس آيتكن أيضًا صندوق النصب التذكارية للحرب الكندية، والذي تطور إلى مجموعة من الأعمال الفنية للفنانين والنحاتين البارزين في بريطانيا وكندا. استند آيتكن إلى تأسيسه لهذه الأعمال، فلعب دورًا فعالًا في إنشاء مكتب سجلات الحرب الكندية في لندن، ورتب لقصص عن القوات الكندية التي تظهر في الصحف. أسفرت زياراته للجبهة الغربية، برتبة عقيد فخرية في الجيش الكندي، عن كتابه الصادر في عام 1916 بعنوان كندا في فلاندرز، وهو عبارة عن مجموعة من ثلاثة مجلدات سردت إنجازات الجنود الكنديين في ساحات القتال. كتب آيتكن أيضًا العديد من الكتب بعد الحرب، بما في ذلك كتاب السياسيون والصحافة في عام 1925 والسياسيون والحرب في عام 1928.
أصبح آيتكن معاديًا بشكل متزايد لرئيس الوزراء، إتش. إتش. أسكويث، الذي اعتبره أنه يسيء إدارة المجهود الحربي. لم يتحسن رأي آيتكن في أسكويث عندما فشل في الحصول على وظيفة في التعديل الوزاري في مايو 1915. منع أسكويث محاولة بونار لو في تأمين منح وسام القديس ميخائيل والقديس جرجس لآيتكن. كان آيتكن سعيدًا بلعب دور صغير، والذي بالغ فيه بشكل كبير، كوسيط عندما أجبر أسكويث على ترك منصبه. وحل محله ديفيد لويد جورج في ديسمبر 1916. عرض لويد جورج تعيين آيتكن رئيسًا لمجلس التجارة. اضطر النائب الذي يشغل منصبًا وزاريًا لأول مرة في ذلك الوقت إلى الاستقالة والترشح لإعادة انتخابه في انتخابات فرعية. اتخذ آيتكن جميع الترتيبات اللازمة لذلك، ولكن لويد جورج قرر بعد ذلك تعيين ألبرت ستانلي بدلًا منه. كان آيتكن صديقًا لستانلي ووافق على الاستمرار في الاستقالة، وذلك ليتمكن ستانلي من شغل مقعد آيتكن في البرلمان، ويكون مؤهلًا لشغل منصب وزاري. حصل آيتكن في المقابل على لقب نبيل في 23 يناير 1917، وهو بارون بيفربروك الأول إذ جاء اسم «بيفربروك» من مجتمع صغير بالقرب من منزل طفولته. حصل في البداية على لقب «لورد ميراميتشي»، ولكنه رفضه بناءً على نصيحة لويز ماني بأنه اسم صعب النطق. كان لاسم «بيفربروك» ميزة نقل الحلقة الكندية المميزة إلى اللقب.
أصبحت مصلحة بيفربروك المسيطرة في صحيفة ديلي إكسبرس معروفة للجمهور في وقت لاحق في عام 1917؛ وانتقده البعض من حزب المحافظين لتمويله منشور اعتبروه غير مسؤول وغير مفيد غالبًا للحزب.
أصبح بيفربروك أول وزير إعلام في وزارة الإعلام المشكلة حديثًا في فبراير 1918، وعُيِّن مستشارًا لدوقية لانكستر، وأدى اليمين في مجلس الملكة الخاص. أصبح بيفربروك مسؤولًا عن الدعاية في الدول الحليفة والمحايدة، وأصبح لورد نورثكليف ألفريد مسورث (مالك ديلي ميل وذا تايمز) مديرًا للدعاية مع السيطرة على الدعاية في البلدان المعادية. أنشأ بيفربروك لجنة النصب التذكارية للحرب البريطانية داخل الوزارة، على غرار مخطط فن الحرب الكندي السابق، وأنشأ مؤسسة خيرية خاصة من شأنها أن تحصل على دخل من معارض لجنة النصب التذكارية للحرب البريطانية، إذ كان يُنظر إليها على أنها تضارب في المصالح وتخلي عن المخطط. خاض بيفربروك العديد من الصراعات مع وزير الخارجية آرثر بلفور حول استخدام مواد استخباراتية. 
شعر آيتكن أن المخابرات يجب أن تصبح جزءًا من دائرته، لكن بلفور اختلف في ذلك. كُرِّست لجنة الاستخبارات لبيفربروك، ولكنهم استقالوا بعد ذلك بشكل جماعي لإعادة توظيفهم من قبل وزارة الخارجية. غضب لويد جورج من بيفربروك في أغسطس 1918 بسبب تهديد زعيم في صحيفة ديلي إكسبرس بسحب الدعم من الحكومة عن إصلاح الرسوم الجمركية (الحمائية). تعرض بيفربروك بشكل متزايد لهجوم من النواب الذين لا يثقون ببارون الصحافة الذي تستخدمه الدولة. نجا من هجومهم ولكن ازداد إحباطه بسبب دوره وتأثيره المحدود. استقال بيفربروك بسبب اعتلال صحته في أكتوبر 1918. أصيب أحد أسنانه بداء الشعيات وتطور انتشار المرض، المميت في كثير من الأحيان، إلى حلقه. لم يتمكن الأطباء الإنجليز من اكتشاف علاج، فعالجه طبيب برتغالي بإعطاءه محلول اليود عن طريق الفم وسيطر على الفطر.
كتب إيه. جي. بي. تايلور لاحقًا أن بيفربروك كان رائدًا «اخترع جميع أساليب الدعاية» التي استخدمتها بريطانيا للترويج للحرب، بما في ذلك فناني الحرب الأوائل في البلاد، ومصوري الحرب الأوائل، وأول صانعي أفلام الحرب. كان فعالًا بشكل خاص في الترويج لمبيعات سندات الحرب لعامة الناس؛ ولكنه كان مكروهًا على نطاق واسع على الرغم من ذلك، وفقد ثقة النخبة السياسية التي شككت في كل ما أطلقت عليه باستخفاف اسم «أمراء الصحافة».